# El Real de San Vicente
El Real de San Vicente è un comune spagnolo di 1 031 abitanti situato nella comunità autonoma di Castiglia-La Mancia.